# Leichtathletik-Halleneuropameisterschaften 2019/Teilnehmer (Albanien)
| Gelbes Symbol für Goldmedaillen mit stilisierten Olympischen Ringen | Graues Symbol für Silbermedaillen mit stilisierten Olympischen Ringen | Braundes Symbol für Bronzemedaillen mit stilisierten Olympischen Ringen |
| ------------------------------------------------------------------- | --------------------------------------------------------------------- | ----------------------------------------------------------------------- |
| —                                                                   | —                                                                     | —                                                                       |

Aus Albanien waren eine Athletin und ein Athlet bei den Leichtathletik-Halleneuropameisterschaften 2019 in Glasgow gemeldet, die jedoch nicht an den Start gingen.

## Ergebnisse

### Frauen

#### Laufdisziplinen
| Athletin   | Disziplin | Vorlauf | Vorlauf | Halbfinale         | Halbfinale         | Finale             | Finale             |
| Athletin   | Disziplin | Zeit    | Platz   | Zeit               | Platz              | Zeit               | Platz              |
| ---------- | --------- | ------- | ------- | ------------------ | ------------------ | ------------------ | ------------------ |
| Luiza Gega | 1500 m    | DNS     | DNS     | nicht qualifiziert | nicht qualifiziert | nicht qualifiziert | nicht qualifiziert |

### Männer

#### Sprung/Wurf
| Athlet        | Disziplin  | Qualifikation | Qualifikation | Finale             | Finale             |
| Athlet        | Disziplin  | Weite         | Platz         | Weite              | Platz              |
| ------------- | ---------- | ------------- | ------------- | ------------------ | ------------------ |
| Izmir Smajlaj | Weitsprung | DNS           | DNS           | nicht qualifiziert | nicht qualifiziert |